# Recirculació de gasos d'escapament

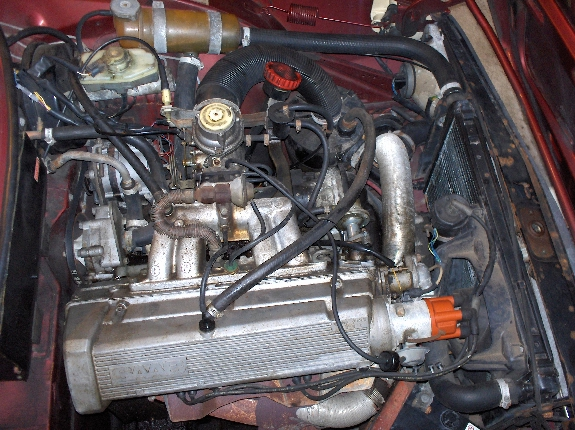
Vàlvula EGR en la part superior del col·lector d'admissió d'un Saab 90

La recirculació de gasos d'escapament o EGR (és el terme que es troba generalment en la literatura - de l'anglès: Exhaust gas recirculation), és un sistema utilitzat des de principis del 1970, que consisteix a redirigir una part dels gasos d'escapament dels motors de combustió cap al col·lector d'admissió, per reduir les emissions d'òxids de nitrogen.
La vàlvula EGR funciona principalment, a baixa càrrega del motor i a baixa velocitat. La proporció de gas recirculat és adequat per a cada motor sobre la base dels estàndards de contaminació per respectar l'equilibri entre les emissions d'òxids de nitrogen i de partícules. L'enduriment de les normes d'emissió va comportar un augment de la necessitat d'usar la vàlvula EGR.
Els fabricants europeus han adoptat el sistema des de 1996 per complir amb la norma europea Euro 2 sobre contaminació.

## Avantatges
La seva instal·lació redueix l'emissió dels òxids de nitrogen, sent instal·lat pels fabricants per complir, a menor cost, amb les normes europees.
Aquest sistema té l'efecte de:
- Alentir la velocitat de combustió mitjançant la reducció de la proporció d'oxigen en la mescla;
- Absorbir part de les calories (augmentant la capacitat calorífica de la mescla), reduint per tant, la seva temperatura durant la combustió.

Això té l'efecte de disminuir la quantitat d'òxids de nitrogen (NOx) en el gas d'escapament, que comporten originalment la contaminació ozó atmosfèric. La producció d'òxids de nitrogen depèn en particular de la temperatura i de la presència d'oxigen durant la combustió, (veure el mecanisme de Zeldovich -Physicochim Acta. 21, 577,1946)

## Desavantatges
La vàlvula EGR augmenta la producció de partícules. Un compromís entre la reducció d'òxids de nitrogen i l'augment de les partícules a través de l'elecció de la taxa d'EGR òptima per a cada punt de velocitat i càrrega. Els gasos recirculats es refreden més, fet que disminueix la temperatura del gas i al reinjectar-los es redueix la producció de partícules i òxids de nitrogen per a la mateixa taxa d'EGR.
Un dels impactes negatius d'aquest sistema és la reducció en la taxa de combustió que es tradueix en una disminució en el rendiment del motor (diferència respecte al cicle teòric) i indueix un augment en el consum de combustible. No obstant això, la disminució en el flux d'aire compensa parcialment la disminució en el rendiment.
L'augment de la producció de sutge durant la combustió genera un augment de la brutícia de l'oli causat per la ingesta des del circuit d'escapament del motor, sent possible la necessitat d'un filtre de partícules d'acord amb el nivell d'exigència de les normes vigents.

## Descripció del sistema i fallada potencial

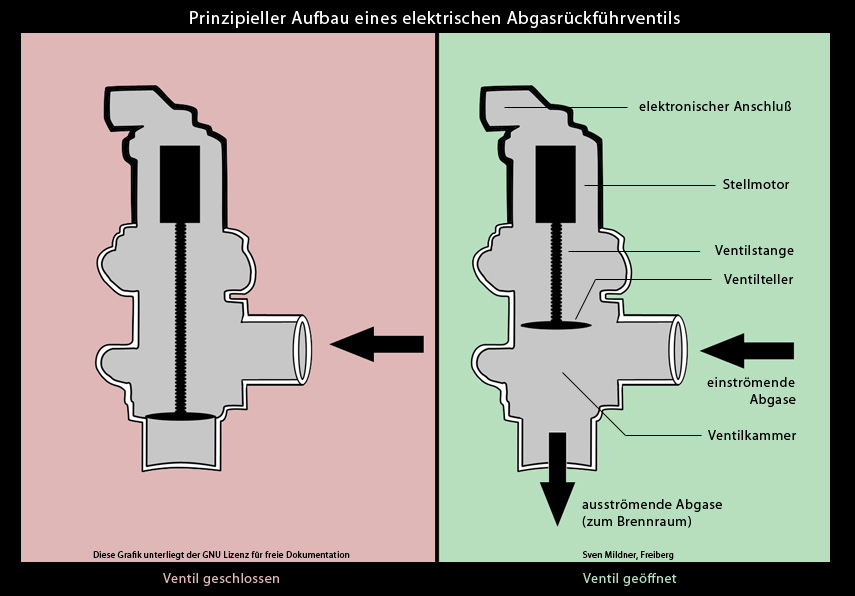
Secció d'una vàlvula EGR, tancada a l'esquerra i oberta a la dreta

Bàsicament el sistema de control de la contaminació per recirculació dels gasos d'escapament està fet mitjançant un tub que permet canalitzar els gasos d'escapament cap al col·lector d'admissió, juntament amb un bescanviador de calor per refredar el gas cremat i una vàlvula, generalment anomenada vàlvula EGR, que estabilitza la velocitat dels gasos de combustió. Aquesta vàlvula està controlada o bé per un tub de buit o bé per la centraleta electrònica de control del motor.
La fallada més comuna d'aquest tipus de sistemes és la brutícia que pot causar l'eventual bloqueig d'aquesta vàlvula EGR, que precisa manteniment:
- Si queda bloquejada en la posició oberta, sol causar una pèrdua de potència del motor, fallades d'acceleració i a vegades fallades d'encès del motor amb alguns fums.
- Si queda bloquejada en la posició tancada, no causa cap pèrdua de potència, però llavors no permet complir amb la seva finalitat, la reducció de la contaminació (segons la norma).